# Voile magnétique

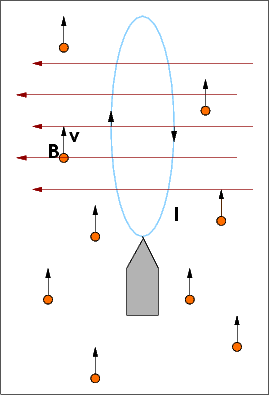
Voile-particule-vent

Une voile magnétique est une proposition de mode de propulsion spatiale qui se sert d'un champ magnétique pour dévier des particules chargées électriquement, en mouvement (typiquement, celles du vent solaire). 

## Principe et analogies
Ce concept présente des points communs avec le moteur ionique : dans les deux cas, il s'agit de modifier le moment cinétique d'un gaz d'ions ou plasma (on considère les protons du vent solaire comme des ions hydrogène).
On exerce en retour une influence sur le mouvement du vaisseau spatial. Le comportement d'un fluide conducteur du courant électrique en présence de champs électromagnétiques, relève de la magnétohydrodynamique.

## Avantages et inconvénients
Le principal avantage théorique réside dans le gain de masse. Avec les moteurs conventionnels, il faut embarquer la masse à éjecter et l'énergie pour l'éjecter. Avec un moteur ionique classique, seule la masse à éjecter est embarquée, l'énergie de l'éjection peut être prise sur place avec des panneaux solaires ou provenir d'un générateur thermoélectrique à radio-isotope. La voile solaire s'affranchit de ce dernier fardeau, puisqu'elle puise les ions à éjecter dans son environnement immédiat.
Un tel dispositif peut également servir dans tout champ magnétique même dénué de plasma, par exemple la magnétosphère d'une planète.
Dans les deux cas, ne nécessitant plus de carburant, le vaisseau spatial devient plus léger donc plus facile à envoyer dans l'espace, pour un coût moindre. De plus, son autonomie de déplacement correspond alors à celle de sa source d'énergie électrique.
Dans le cas d'un générateur thermoélectrique à radio-isotope elle peut dépasser les vingt ans !
Cependant, comme la voile solaire ou le moteur ionique, ce système ne délivre qu'une faible force de propulsion, quoique sur de grandes durées de temps.
De plus il ne s'agit pour le moment que d'un concept théorique qui nécessitera sans doute de nombreux essais avant de devenir un dispositif efficace.